# 中国天气频道

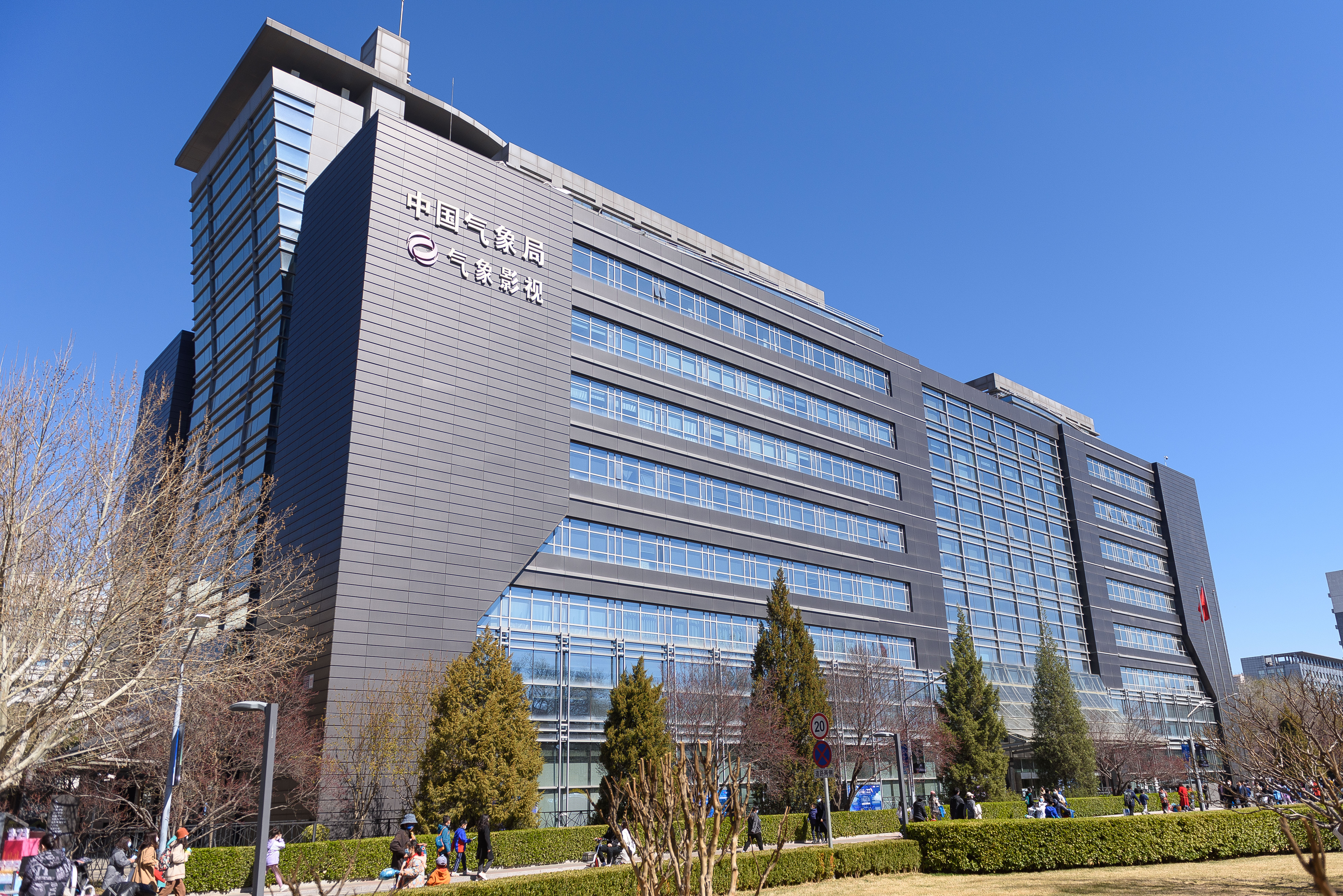
中国天气频道总部位于中国气象局气象影视中心

中国天气频道，呼号中国天气，旧称中国气象频道（英語：China Weather TV，縮寫CWTV）是中国气象局参考借鉴美国等国家一些专业气象电视频道而开设的全天播出的气象信息和相关生活资讯的有线电视频道，由中国气象局直属公司华风气象传媒集团有限责任公司制作。2006年2月，国家广播电影电视总局正式批准中国气象局开办中国气象频道；同年5月18日，中国气象频道开播，是中华人民共和国电视广播史上第一个电视气象频道。
中国气象频道的播报模式是全天24小时每个整点播报最新天气报告及气象新闻，每小时的26分和56分各开放四分钟的窗口给转播地的广电气象部门插播当地天气预报（原始版本信号为北京市本地天气）。但从2013年开始，全国版每小时的26分和56分播出逐6小时各省各大城市的天气预报，不再播出普通的本地天气（转交给北京市气象台自己插播输送到歌华有线信号）。目前（2025年8月）全国版本每小时的26分和56分已经改为播出中国城市3天预报，调整的具体时间未知。如遇一些特别的气象事件（沙尘暴等），则会有现场直播和报道。
2024年9月20日起，中国天气频道开始以高清播出，但部分地方版本仍维持4:3标清画面插播。

## 地方版本特点
- 北京：原播出全国版含带《北京气象》节目，从2013年起全国版改播逐6小时各省各大城市的天气预报开始，《北京气象》节目转交给北京气象台自己插播输送到歌华有线信号，即变成中国气象频道的北京版本，跑马也盖成北京本地的跑马。目前（2025年8月）歌华有线传输的版本已经不包含“本地气象”节目的插播，结束插播的具体时间未知。
- 广东：在广东有线以及其他市有线频道又称应急气象频道，在广东省内（除广州珠江数码、深圳天威有线外）的有线平台上播放，又会同步播出广东电视台的天气预报[5]。但在2012年4月末暂停播出（除广州有线版和深圳版外），根据惠州广电传媒集团（广东广电网络广东有线子公司）的官方回复，自3月份起，该频道节目源信号不正常，时断时续，4月份下旬开始，节目源信号完全中断[6]。广东有线网络和广东气象局至今没有向公众说明停播原因，但广东省广播电影电视局表示恢复播出需要接受审查处理[7]。频道的原始版本已于2012年12月起逐步于广东多个地区恢复。
  - 深圳：在深圳天威有线平台和网上播放节目源的本地版本，插播节目的则挂上深圳气象频道台标。但插播有时也会出现时断时续等故障现象。2013年开始取消插播转为全国版本。
  - 广州：广州珠江数码以及各区有线的版本在特定时段插播广州本地气象节目，内部呼号广州气象频道。现依然保留插播，目前该版本已在珠江数码以及各区有线电视频道列表下线，何时复播待定。
- 福建：每周二下午14:00-17:00盖上静态风景画面为检修时间（福建电视台、福建人民广播电台部分频道检修期），屏蔽掉该时段原有节目，尽管原版节目依然在播出。

在福建和江苏地区，不仅保持气象节目的联播网制度，甚至还会挂上当地天气预警；而在深圳地区，插播节目有时会时断时续，信号不稳定。由于中国天气频道收视低迷，且无广告创收，以及各地的转播技术饱受诟病，气象节目联播网如同早期的县级公共频道联播网一样不受青睐，目前全国大部分省份已逐渐放弃“本地气象”节目的插播，彻底回归全国版本，甚至跟安徽、黑龙江全省那样永久下线。